# Lamprochromus defectivus
Lamprochromus defectivus är en tvåvingeart som beskrevs av Gabriel Strobl 1899. Lamprochromus defectivus ingår i släktet Lamprochromus och familjen styltflugor. Inga underarter finns listade i Catalogue of Life.